# Oleg Sus
Oleg Sus (9. září 1924 Brno – 22. listopadu 1982 Brno) byl český estetik, literární vědec a kritik. Používal pseudonymy gs, Olaf, ajlavník, A. Arché, D. Bredon, De Death, Larsen, Tlalok aj.

## Život
Narodil se v Brně jako syn ruského emigranta, potomka kozáků. Po maturitě (1944) na reálném gymnáziu v Brně–Husovicích vystudoval na Masarykově univerzitě bohemistiku a estetiku (PhDr. 1950). Poté začal přednášet na Filozofické fakultě v Brně, v roce 1960 se stal kandidátem filologických věd (CSc.), roku 1964 se habilitoval pro obor estetika.
Od roku 1950 byl interním aspirantem, později odborným asistentem a vedoucím semináře estetiky na FF MU a také přednášel na katedře české a slovenské literatury a jazyka (1954–1971). 
Od roku 1958 byl současně externí redaktorem měsíčníku Věda a život (od roku 1969 i šéfredaktorem). Roku 1964 se stal členem Svazu československých spisovatelů. Dva roky byl šéfredaktorem časopisu Index a externě přispíval do časopisu Host do domu.
V roce 1971 byl z politických důvodů donucen z univerzity odejít. Poté byl bez práce, živil se pouze občasným psaním článků pod jmény svých přátel nebo pod pseudonymy (např. mezi léty 1970–1972 ve Vlastivědném věstníku moravském uveřejňoval recenze pod propůjčeným jménem Jaroslav Bílek). Později též přispíval do zahraničních časopisů.

## Dílo
Zabýval se především otázkami estetiky, filozofie, obecné teorie umění a literární vědy 19. a 20. století. Jeho rozsáhlé dílo vykazuje značný rozhled a kritickou erudici. Jeho záběr probíhal od pozitivismu přes formální školy, evropský strukturalismus, problematiku avantgardy (poetismus a surrealismus) až po otázky moderní sémiotiky. Jako jeden z prvních u nás razil teorii literární komunikace.

### Publikace (výběr)
- Film v kapitalistické společnosti a některé otázky filmové theorie, 1950
- Metamorfózy smíchu a vzteku (soubor studií, 1963, 2., rozš. vyd. 1965)
- Cesty k dnešku, Host Brno 1966
- Geneze sémantiky hudby a básnictví v moderní české estetice, vydání z roku 1969 šlo do stoupy, další vydání až v r. 1990
- A Contribution to the Prehistory of Relations between Formalism and Semantics. The Czech Semantics in statu nascendi. A Historical Retrospect, Urbino 1975
- Estetické problémy pod napětím. Meziválečná avantgarda, surrealismus, levice, Praha 1992
- Geneze sémantiky hudby a básnictví v moderní české estetice. Dvě studie o Otakaru Zichovi, Praha 1992
- Bez bohů geneze?, Host Brno 1996

### Texty v katalogu k výstavě
- 1964 Nálezy (Jirásek, Nepraš, Steklík)
- 1965 Vlasta Zábranský: Možnosti
- 1968 Naděžda Plíšková: Grafika
- 1967 Karel Nepraš & Jan Steklík
- 1968 Křižovnická škola čistého humoru bez vtipu (Páni ředitelé Karel Nepraš, KŠ & Jan Steklík, KŠ)

### Ocenění
1965 Cena nakladatelství Blok, Brno (za knihu Metamorfózy smíchu a vzteku)